# アドナン・ヤヌザイ
アドナン・ヤヌザイ（Adnan Januzaj, 1995年2月5日 - ）は、ベルギー・ブリュッセル市出身のサッカー選手。元ベルギー代表。UDラス・パルマス所属。ポジションはフォワード、ミッドフィールダー。

## 生い立ち
家族がコソボのアルバニア人（アルバニア系コソボ人）であるヤヌザイは、父親のアベディンが、ユーゴスラビア人民軍に徴兵されボスニアでの兵役を余儀なくされることを逃れるために1992年に移住したベルギーのブリュッセルで生まれた。コソボにおいて、ヤヌザイ家は、旧ユーゴスラビア時代にはセルビア人による迫害を受けていた。アベディンはコソボのイストクで6人兄弟の長男として育ったが、アベディンのおじであるヤヌズはコソボのアルバニア人の権利を求める民族主義活動家で、1992年にアベディンが国外に逃れたときには既に獄中で15年を過ごしていた。その弟のシェムズディンは、コソボ紛争でユーゴスラビア軍およびセルビア人勢力に対して戦った民族主義武装組織、コソボ解放軍のメンバーであった。また、アドナンの母親の家族はイストクでも有数の裕福な家族だったが、ユーゴスラビア当局によるアルバニア人のナショナリズムを抑制するための政策の下、土地を没収され、トルコへの移住を余儀なくされるという経験をしている。2008年にコソボは共和国として独立を宣言し、1990年代に亡命したアベディンやベルギー生まれのアドナンもコソボとの縁を切ることなく、毎年夏にはヤヌザイ家所有の農園で数週間を過ごしており、アドナンは地元の人々とサッカーを楽しんできたという。

## クラブ経歴
ヤヌザイのサッカー選手としてのキャリアはブリュッセルで始まったが、10歳だった2005年にアンデルレヒトに移った。ブリュッセルで行われた技術講習で好印象を与えたヤヌザイは2011年、16歳の時にマンチェスター・ユナイテッドに加入することになった。
2012-13シーズン終盤、アレックス・ファーガソンはヤヌザイをトップチームに昇格させ、44番の背番号を与えた。出場機会は与えられなかったが、シーズン最終戦となったウェスト・ブロムウィッチ・アルビオン戦ではベンチに入った。そのシーズン、下部組織ではU-21の最優秀選手に選出される活躍を見せた。

### マンチェスター・ユナイテッド
2013-14シーズンはトップチームの一員としてアジアを訪問したプレシーズンツアーに帯同し、ツアー最後の試合となった傑志戦でゴールを挙げた。リオ・ファーディナンドのテスティモニアルマッチとなったセビージャ戦にも出場し、試合は1-3で敗れたが、チームの唯一のゴールをアシストした。公式戦デビューとなったのは2013年8月11日に行われたFAコミュニティ・シールドのウィガン・アスレティック戦であり、ロビン・ファン・ペルシと交代で出場した。プレミアリーグデビューはそれから1ヶ月後となり、9月14日に行われたクリスタル・パレス戦にアシュリー・ヤングと交代で出場した。10月3日に行われたサンダーランド戦で初めてスターティングメンバーとして出場し、2-1で勝利したその試合で2ゴールを記録した。現行の契約が2014年6月までとなっていたため、他クラブへ安価で移籍することもあり得たが、10月13日にクラブと新たに5年間の契約を結んだ。ユナイテッドでは10試合に出場しただけであったが、12月3日にはBBCヤング・スポーツ・パーソナリティー・オブ・ザ・イヤーの候補にノミネートされた。
9月にUEFAチャンピオンズリーグのメンバーを登録した際にヤヌザイが漏れたため、メディアには少なからず驚きを持って受け取られた。デイヴィッド・モイーズ監督はチームの戦略上の決定であったと後に説明したが、ヤヌザイは2013-14シーズンのBリストへの登録規定（1992年1月以降に生まれ、最低2年以上クラブに所属していること）の要件を満たしておらず、10月7日に規定を満たし登録が可能となったが、これはバイエル・レバークーゼン戦とシャフタール・ドネツク戦の2試合に起用できないことを意味していた。しかし、起用が可能となったその後のレアル・ソシエダ戦とレバークーゼン戦の2試合でも起用されることはなく、チャンピオンズリーグでのデビューは12月10日に行われたシャフタール戦まで持ち越されることとなった。
トップチームでの最初のシーズンが半ばを迎えると、ヤヌザイはダイブ癖を指摘されるようになった。最初にイエローカードを提示されたのは10月のサンダーランド戦であり、12月のウェストハム・ユナイテッド戦ではジェームズ・コリンズと接触がないにも関わらず倒れ、ダイブで2枚目のイエローカードを受けた。2014年1月に行われたトッテナム・ホットスパー戦ではシーズン3枚目のイエローカードを受け、2008年にプレミアリーグがシミュレーションにカードを提示するようになってから2番目に多くカードを提示された選手となった。しかし、この試合でのダニー・ローズは初めからボールに向かう意思がなかったため、簡単に倒れすぎるという意見がある一方で、今回はイエローカードを受けるべきではなかったという意見もあった。モイーズもヤヌザイのシミュレーションについて認めたが、ウイングの選手を危険なタックルから守るよう審判団たちに求めた。
2014-15シーズンからの背番号はライアン・ギグスが21年間着けていた11番を受け継いだ。ルイ・ファン・ハール新監督のもとプレーしたが、アンヘル・ディ・マリアやフアン・マタら厚い選手層に阻まれレギュラーに定着とはならなかった。

### ドルトムント

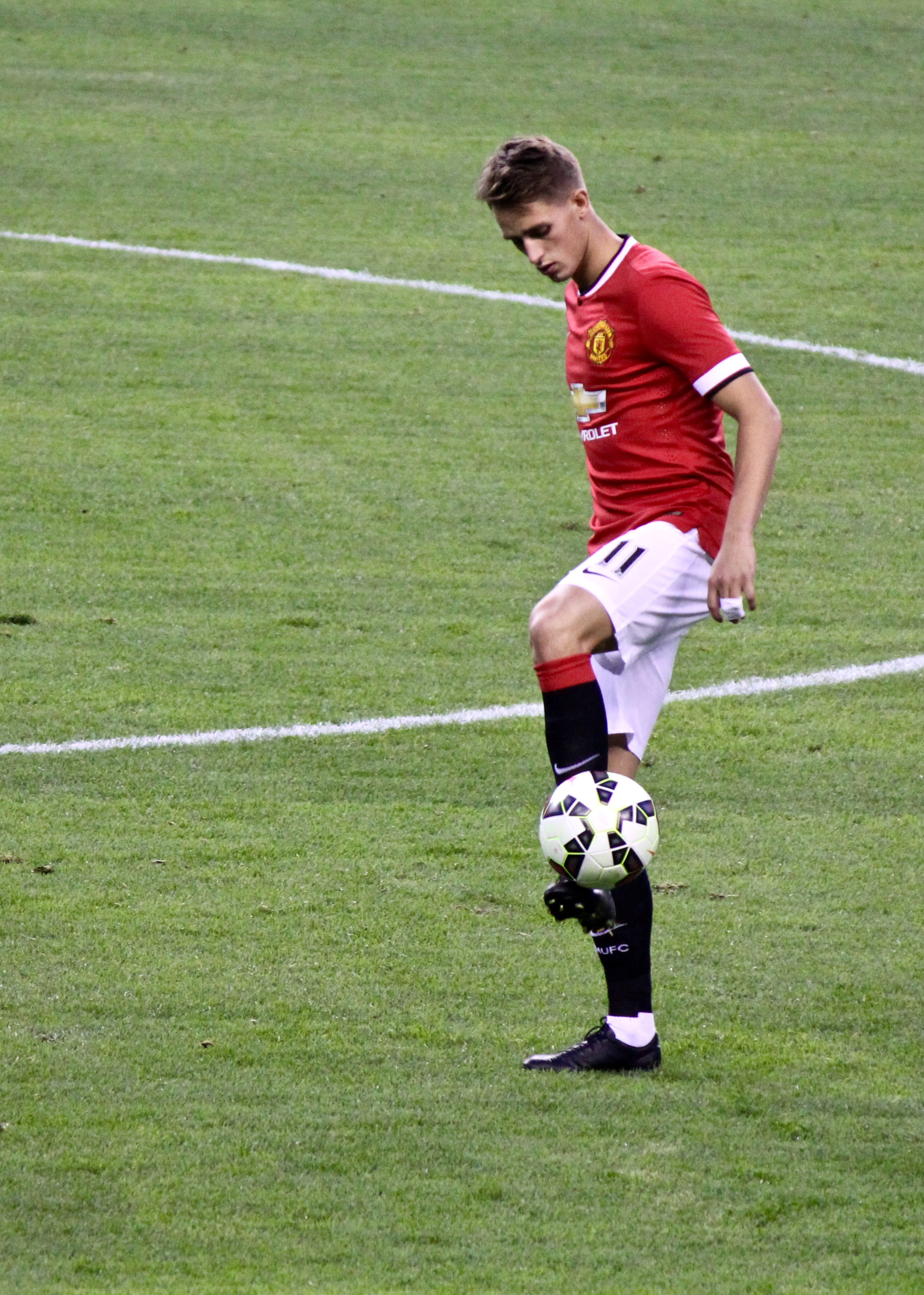
2015-16シーズンのプレシーズンマッチでプレイするヤヌザイ

2015年8月31日、ドルトムントにレンタル移籍した。トップチームデビュー時にポジションを争った香川真司と再び出場機会を争うことになった。背番号は9番。しかし、ヘンリク・ムヒタリアンやマルコ・ロイスといった選手が主力になってベンチで温める日々が続いたため、2016-17シーズンからマンチェスター・ユナイテッドに復帰することが決定した。

### サンダーランド
2016-17シーズン、恩師のデイヴィッド・モイーズ監督が指揮をするサンダーランドAFCにレンタルすることが発表された。

### レアル・ソシエダ
2017年7月12日、レアル・ソシエダに移籍。5年間プレーし、2021-22シーズン終了後に契約満了で退団した。

### セビージャ
2022年8月31日、セビージャFCに完全移籍で加入した。しかし、加入後は全く出場機会を得られなかったため、シーズン途中の2月3日にトルコのイスタンブール・バシャクシェヒルFKへシーズン終了までレンタル移籍をした。
2024-25シーズンは、UDラス・パルマスへ期限付き移籍。

## 代表経歴
コソボにルーツを持つヤヌザイは、世代別の代表入りの経験はないが、ベルギー代表、アルバニア代表、コソボ代表、トルコ代表など5か国の代表でプレーする選択肢を有していた。また、国籍を持たない国の代表としてプレーする事に関するFIFAの規定に従って、イングランド居住歴が5年以上となる2018年以降にはイングランド代表としてもプレー出来る可能性も取り沙汰されていた。
しかし、2014年4月23日、ベルギー代表監督のマルク・ヴィルモッツが自らのTwitterにて「ヤヌザイがベルギー代表選手入りを選択した」ことをコメントした。
2014年5月、ブラジルワールドカップのベルギー代表のメンバーに初招集され、5月26日に行われたルクセンブルクとの親善試合に出場するも、ベルギーが規定を超える7人の選手交代を行ったため無効試合となった。6月26日のワールドカップグループリーグ最終戦となった対韓国戦で先発出場、後半15分にナセル・シャドリと交代でベンチに下がるまでプレーし、仕切り直しの形での代表デビュー戦となった。これにより、ベルギー代表であることが確定し、残りの国の代表選出権を失った。
2018 FIFAワールドカップ、グループリーグ最終戦のイングランド戦で先発出場から決勝ゴールを決め、ベルギーのグループリーグ首位通過に貢献した。

## 個人成績
| シーズン                     | クラブ  | リーグ         | リーグ | リーグ | カップ | カップ | リーグカップ | リーグカップ | 欧州カップ | 欧州カップ | その他 | その他 | 通算 | 通算 |
| シーズン                     | クラブ  | リーグ         | 出場   | 得点   | 出場   | 得点   | 出場         | 得点         | 出場       | 得点       | 出場   | 得点   | 出場 | 得点 |
| ---------------------------- | ------- | -------------- | ------ | ------ | ------ | ------ | ------------ | ------------ | ---------- | ---------- | ------ | ------ | ---- | ---- |
| マンチェスター・ユナイテッド | 2012-13 | プレミアリーグ | 0      | 0      | 0      | 0      | 0            | 0            | 0          | 0          | -      | -      | 0    | 0    |
| マンチェスター・ユナイテッド | 2013-14 | プレミアリーグ | 27     | 4      | 1      | 0      | 4            | 0            | 2          | 0          | 1      | 0      | 35   | 4    |
| マンチェスター・ユナイテッド | 2014-15 | プレミアリーグ | 18     | 0      | 2      | 0      | 1            | 0            | -          | -          | -      | -      | 21   | 0    |
| マンチェスター・ユナイテッド | 2015-16 | プレミアリーグ | 5      | 1      | 0      | 0      | 0            | 0            | 2          | 0          | -      | -      | 7    | 1    |
| マンチェスター・ユナイテッド | 2016-17 | プレミアリーグ | 0      | 0      | 0      | 0      | 0            | 0            | 0          | 0          | 0      | 0      | 0    | 0    |
| マンチェスター・ユナイテッド | 通算    | 通算           | 50     | 5      | 3      | 0      | 5            | 0            | 4          | 0          | 1      | 0      | 63   | 5    |
| ボルシア・ドルトムント       | 2015-16 | ブンデスリーガ | 6      | 0      | 1      | 0      | -            | -            | 5          | 0          | -      | -      | 12   | 0    |
| サンダーランド               | 2016-17 | プレミアリーグ | 25     | 0      | 2      | 0      | 1            | 1            | -          | -          | -      | -      | 28   | 1    |
| レアル・ソシエダ             | 2017-18 | プリメーラ     | 28     | 3      | 1      | 0      | -            | -            | 6          | 1          | -      | -      | 35   | 4    |
| 総通算                       | 総通算  | 総通算         | 85     | 5      | 6      | 0      | 6            | 1            | 11         | 0          | 1      | 0      | 109  | 6    |

## 代表歴

### 出場大会
- ベルギー代表
  - 2014年 - 2014 FIFAワールドカップ（ベスト8）
  - 2018年 - 2018 FIFAワールドカップ（3位）

### 試合数
- 国際Aマッチ 15試合 1得点（2014年-2022年）[39]

| ベルギー代表 | 国際Aマッチ | 国際Aマッチ |
| 年           | 出場        | 得点        |
| ------------ | ----------- | ----------- |
| 2014         | 6           | 0           |
| 2015         | 0           | 0           |
| 2016         | 0           | 0           |
| 2017         | 0           | 0           |
| 2018         | 4           | 1           |
| 2019         | 2           | 0           |
| 2020         | 0           | 0           |
| 2021         | 1           | 0           |
| 2022         | 2           | 0           |
| 通算         | 15          | 1           |

### 得点
| #  | 開催年月日    | 開催地                                             | 対戦国       | スコア | 結果 | 試合概要                |
| -- | ------------- | -------------------------------------------------- | ------------ | ------ | ---- | ----------------------- |
| 1. | 2018年6月28日 | カリーニングラード、カリーニングラード・スタジアム | イングランド | 1-0    | 1-0  | 2018 FIFAワールドカップ |

## タイトル

### クラブ
マンチェスター・ユナイテッド
- FAカップ 2015-16
- FAコミュニティ・シールド 2013

### 個人
- デンジル・ハローン・リザーブチーム年間最優秀選手：2012-13